# Ilésite
L'ilésite est un minéral de la famille des sulfates, qui appartient au groupe de la rozénite. Il est nommé d'après le métallurgiste Malvern Wells Iles (1852-1890), de Denver dans le Colorado.

## Caractéristiques
L'ilésite est un sulfate de formule chimique (Mn,Zn,Fe)SO4·4H2O. Il cristallise dans le système monoclinique. Sa dureté sur l'échelle de Mohs est comprise entre 2 et 3. Il peut se déshydrater en szmikite.

## Classification
Selon la classification de Nickel-Strunz, l'ilésite appartient à "07.CB: Sulfates (séléniates, etc.) sans anions additionnels, avec H2O, avec des cations de taille moyenne", avec les minéraux suivants : dwornikite, gunningite, kiesérite, poitevinite, szmikite, szomolnokite, cobaltkiesérite, sandérite, bonattite, aplowite, boyléite, rozénite, starkeyite, drobecite, cranswickite, chalcanthite, jôkokuite, pentahydrite, sidérotile, bianchite, chvaleticéite, ferrohexahydrite, hexahydrite, moorhouséite, nickelhexahydrite, retgersite, biebérite, boothite, mallardite, mélantérite, zinc-mélantérite, alpersite, epsomite, goslarite, morénosite, alunogène, méta-alunogène, aluminocoquimbite, coquimbite, paracoquimbite, rhomboclase, kornélite, quenstedtite, lausénite, lishizhénite, römerite, ransomite, apjohnite, bilinite, dietrichite, halotrichite, pickeringite, redingtonite, wupatkiite et méridianiite.

## Formation et gisements
Il pourrait être un produit de déshydratation de la jôkokuite. Il a été découvert dans la vallée de Hall, dans le district de Montezuma du comté de Park, dans le Colorado (États-Unis). Il a également été décrit en Australie, au Canada, en Tchéquie, au Japon, en Espagne et en Suisse.